# Háteigskirkja

Háteigskirkja, Reykjavík

Die Háteigskirkja steht östlich der Altstadt von Reykjavík. Sie wurde 1957–1965 von Halldór H. Jónsson erbaut. Unmittelbar westlich der Kirche breitet sich die 10 ha große Parkanlage Kambratún aus, früher Miklatún ("Große Wiese") genannt, von der aus sich ein eindrucksvoller Blick auf die Háteigskirkja bietet. Im Inneren der Kirche ist vor allem ein 40 m² großes Wandmosaik beachtenswert, das 1988 gestaltet wurde.

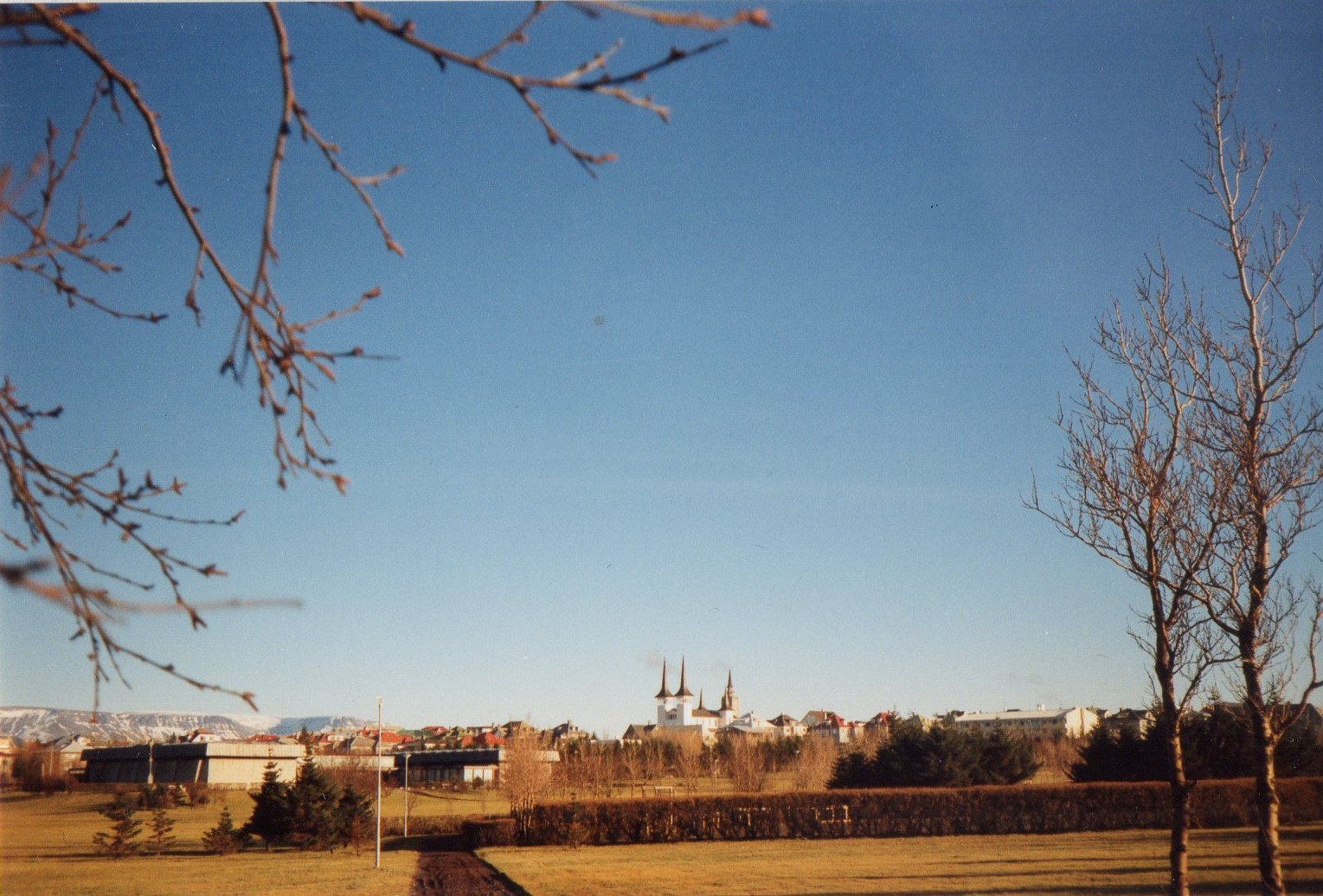
Blick vom Park Klambratún zur Kirche